# Matakansandra, Srinivaspur
Matakansandra là một làng thuộc tehsil Srinivaspur, huyện Kolar, bang Karnataka, Ấn Độ.